# Tollaslabda az 1992. évi nyári olimpiai játékokon
Az 1992. évi nyári olimpiai játékokon rendeztek először hivatalosan tollaslabdaversenyeket az olimpiák történetében. A versenyekre július 28. és augusztus 4. között került sor, négy versenyszámban avattak olimpiai bajnokot.

## Eseménynaptár
| S | Selejtezők | 32 | 32-es főtábla | N | Nyolcaddöntők | ¼ | Negyeddöntők | ½ | Elődöntők | D | Döntő |

| 0Férfi egyes | S  | S  | 32 | 32 | 32 | 32 | N | N | N | N | ¼ | ¼ | ½ | ½ | D | D |
| 0Női egyes   | S  | S  | 32 | 32 | 32 | 32 | N | N | N | N | ¼ | ¼ | ½ | ½ | D | D |
| 0Férfi páros | 32 | 32 |    |    | 32 | 32 | N | N | N | N | ¼ | ¼ | ½ | ½ | D | D |
| 0Női páros   | 32 | 32 |    |    | 32 | 32 | N | N | N | N | ¼ | ¼ | ½ | ½ | D | D |

## Éremtáblázat
(Az egyes számoszlopok legmagasabb értéke, vagy értékei vastagítással kiemelve.)
| Az 1992. évi nyári olimpiai játékok éremtáblázata tollaslabdában | Az 1992. évi nyári olimpiai játékok éremtáblázata tollaslabdában | Az 1992. évi nyári olimpiai játékok éremtáblázata tollaslabdában | Az 1992. évi nyári olimpiai játékok éremtáblázata tollaslabdában | Az 1992. évi nyári olimpiai játékok éremtáblázata tollaslabdában | Olimpia  |
| ---------------------------------------------------------------- | ---------------------------------------------------------------- | ---------------------------------------------------------------- | ---------------------------------------------------------------- | ---------------------------------------------------------------- | -------- |
|                                                                  | Ország                                                           | Arany                                                            | Ezüst                                                            | Bronz                                                            | Összesen |
| 1.                                                               | Indonézia (INA)                                                  | 2                                                                | 2                                                                | 1                                                                | 5        |
| 2.                                                               | Dél-Korea (KOR)                                                  | 2                                                                | 1                                                                | 1                                                                | 4        |
|                                                                  |                                                                  |                                                                  |                                                                  |                                                                  |          |
| 3.                                                               | Kína (CHN)                                                       | 0                                                                | 1                                                                | 4                                                                | 5        |
|                                                                  |                                                                  |                                                                  |                                                                  |                                                                  |          |
| 4.                                                               | Dánia (DEN)                                                      | 0                                                                | 0                                                                | 1                                                                | 1        |
| 5.                                                               | Malajzia (MAS)                                                   | 0                                                                | 0                                                                | 1                                                                | 1        |
|                                                                  |                                                                  |                                                                  |                                                                  |                                                                  |          |
| Összesen                                                         | Összesen                                                         | 4                                                                | 4                                                                | 8                                                                | 16       |

## Érmesek
| Az 1992. évi nyári olimpiai játékok érmesei tollaslabdában |                                                                                    |                                                                         | |
| Versenyszám                                                | Arany                                                                              | Ezüst                                                                   | Bronz |
| Férfi egyes                                                | Alan Budikusuma · Indonézia (INA)                                                  | Ardy Wiranata · Indonézia (INA)                                         | Hermawan Susanto · Indonézia (INA) Thomas Stuer-Lauridsen · Dánia (DEN)                                                               |
| Női egyes                                                  | Susi Susanti · Indonézia (INA)                                                     | Pang Szuhjon (Bang Su-hyeon) · Dél-Korea (KOR)                          | Huang Hua · Kína (CHN) Tang Csiu-hung (Tang Jiuhong) · Kína (CHN)                                                                     |
| Férfi páros                                                | Dél-Korea (KOR) · Kim Munszu (Kim Mun-su) · Pak Csubong (Park Ju-bong)             | Indonézia (INA) · Eddy Hartono · Rudy Gunawan                           | Malajzia (MAS) · Razif Sidek Mohamed · Jalani Sidek Mohamed Kína (CHN) · Li Jung-po (Li Yongbo) · Tien Ping-ji (Tian Bingyi)          |
| Női páros                                                  | Dél-Korea (KOR) · Hvang Hjejong (Hwang Hye-yeong) · Csong Szojong (Chung So-yeong) | Kína (CHN) · Kuan Vej-csen (Guan Weizhen) · Nung Csün-hua (Nong Qunhua) | Dél-Korea (KOR) · Kil Jonga (Gil Young-ah) · Sim Undzsong (Shim Eun-jeong) Kína (CHN) · Lin Jen-fen (Lin Yan-fen) · Jao Fen (Yao Fen) |